# Ireneusz Truszkowski
Ireneusz Truszkowski (ur. 7 maja 1965 w Płońsku) – polski dyplomata, konsul generalny RP w Edynburgu (2017–2021) oraz Manchesterze (od 2024).

## Życiorys
Absolwent Szkoły Głównej Handlowej w Warszawie oraz Podyplomowych Studiów z zakresu prawa pracy na Wydziale Prawa i Administracji Uniwersytetu Warszawskiego. Pracę w Ministerstwie Spraw Zagranicznych rozpoczął w styczniu 1993 przechodząc kolejne szczeble kariery zawodowej od inspektora w Departamencie Administracyjno-Finansowym, poprzez naczelnika wydziału w Biurze Dyrektora Generalnego Służby Zagranicznej, Departamencie Konsularnym, zastępcę dyrektora w Biurze Spraw Osobowych oraz w Akademii Dyplomatycznej MSZ.
W latach 2002–2008 pełnił obowiązki konsula ds. polonijnych w Wydziale Konsularnym Ambasady RP w Londynie, a od 2011 do 2015 był kierownikiem wydziału konsularnego tamże w randze konsula generalnego. W 2009 został mianowany urzędnikiem służby cywilnej.
Od listopada 2017 do sierpnia 2021 kierował Konsulatem Generalnym RP w Edynburgu. W 2022 został naczelnikiem Wydziału Organizacyjnego Departamentu Konsularnego MSZ. 1 lipca 2024 objął stanowisko konsula generalnego RP w Manchesterze.
Żonaty, ma dwójkę dzieci. Zna języki angielski i rosyjski.

## Nagrody i wyróżnienia
- 2009: Złoty Krzyż Zasługi, za zasługi w służbie dyplomatycznej oraz za działalność na rzecz organizacji polonijnych[5]
- 2014: Srebrny Medal za Długoletnią Służbę[4]
- 2014: Nagroda im. dr Andrzeja Kremera – „Konsul Roku”, przyznawana przez Ministra Spraw Zagranicznych[6]
- 2019: Medal „Pro Bono Poloniae”[4]